# Nicolas Donin
Pour les articles homonymes, voir Donin.
 (octobre 2010).
Si vous disposez d'ouvrages ou d'articles de référence ou si vous connaissez des sites web de qualité traitant du thème abordé ici, merci de compléter l'article en donnant les références utiles à sa vérifiabilité et en les liant à la section « Notes et références ».
Nicolas Donin de La Rochelle, décédé avant 1263, est un Juif converti au christianisme, il est principalement connu pour le rôle qu'il a joué dans le procès du Talmud et pour d'autres actions antijudaïques, de conserve avec l'ordre des franciscains.

## Éléments biographiques
Nicolas Donin, originaire de La Rochelle, s'établit dans le quartier juif de Paris dans la première moitié du XIIIe siècle. En 1225, il est mis au ban de l'académie talmudique et de la communauté par Yehiel de Paris pour avoir mis en doute à plusieurs reprises la validité de la Torah orale. Ce n'est cependant qu'en 1235 qu'il se convertit au christianisme, après avoir vécu dans l'isolement.
Son affiliation à Ordre des Frères mineurs franciscain est certaine, sans qu'il soit sûr qu'il y ait été ordonné.

## Œuvre
Donin cite divers passages du Talmud afin de prouver qu'il encourage l'hérésie et la haine envers les chrétiens, autorise le juif à se jouer du « gentil », de le voler voire le tuer. Il ajoute que le Talmud soupçonne les « gentils » de zoophilie et d'homosexualité, d'adultère et de répandre le sang. Selon Jeremy Cohen, une analyse de la lettre de Donin démontre qu'il pourrait avoir été influencé par les idées karaïtes : il reproche en effet aux juifs rabbiniques de ne plus tenir leur rôle de gardiens de l'Ancien Testament que leur a assigné Augustin car ils semblent plus attachés au Talmud, devenu pour eux alia lex (autre loi) ; Donin ajoute que les rabbins changent continuellement la Bible par le biais de leur interprétation talmudique. Il pourrait aussi avoir épousé une forme extrême de la pensée rationaliste prônée par Maïmonide, au point de ne plus accepter les interprétations rabbiniques traditionnelles.